# Puqueldón
Puqueldón (en mapudungun maqui) est une commune du Chili de la Province de Chiloé, elle-même située dans la Région des Lacs. La commune est située dans l'Île Lemuy qui fait partie de l'archipel de Chiloé. En 2012, la population de la commune s'élevait à 4 102 habitants. La superficie de la commune est de 97 km2 (densité de 42 hab./km2),.

## Situation
La commune de Puqueldón est située dans l'Île Lemuy qui fait partie de l'archipel de Chiloé au sud du Chili. Cette île se trouve dans la mer intérieure (plus précisément dans le golfe d'Ancud) située entre l'Isla Grande de Chiloé et le continent. Puqueldón se trouve à 1 052 kilomètres à vol d'oiseau au sud de la capitale Santiago et à 140 kilomètres au sud-sud-ouest de Puerto Montt capitale de la Région des Lacs.

## Patrimoine
Trois églises en bois de Chiloé inscrites sur la liste du patrimoine mondial par l'UNESCO sont situées sur le territoire de la commune : Aldachildo, Ichuac et Detif.
Puqueldón obtient en 2022 le label Meilleurs villages touristiques de l'Organisation mondiale du tourisme.

Position de Puqueldón (en rouge) au sein de la Région des Lacs.